# Kostelec (okres Tachov)
Kostelec (německy Kostelzen) je obec v okrese Tachov v Plzeňském kraji. Leží v mírně zvlněné části Holýšovské pahorkatiny. Žije zde 619 obyvatel. Z toho 324 obyvatel přímo v Kostelci a dalších 268 obyvatel celkem v ostatních pěti částech obce. Katastrální území obce zaujímá rozlohu 3088 hektarů.
Ve vzdálenosti osm kilometrů leží severně město Stříbro, třináct kilometrů východně město Nýřany, 24 kilometrů jihovýchodně město Přeštice a 26 kilometrů východně statutární město Plzeň.

## Historie
První písemná zmínka o vesnici pochází z roku 1352. V roce 1939 měla obec ležící v Sudetech 96 usedlostí s 353 obyvateli. Až do konce druhé světové války byla velká část obyvatelstva obce německé národnosti, na což upomíná starý hřbitov s německými náhrobky. V letech 1945–1946 v rámci nuceného vysídlení Němců z území Sudet, byli Němci vystěhováni i z Kostelce. V roce 1991 zde v 51 domech žilo 256 obyvatel, jejichž počet postupně narůstá díky nové výstavbě obytných domů. Roku 2005 v 56 domech žilo 302 obyvatel. Vesnicí Plzeňského kraje se Kostelec stal v roce 2014.

## Obyvatelstvo
| Rok            | 1869  | 1880  | 1890  | 1900  | 1910  | 1921  | 1930  | 1950 | 1961 | 1970 | 1980 | 1991 | 2001 | 2011 | 2021 |
| -------------- | ----- | ----- | ----- | ----- | ----- | ----- | ----- | ---- | ---- | ---- | ---- | ---- | ---- | ---- | ---- |
| Počet obyvatel | 1 367 | 1 432 | 1 431 | 1 411 | 1 451 | 1 440 | 1 300 | 518  | 588  | 584  | 520  | 474  | 533  | 488  | 605  |
| Počet domů     | 211   | 226   | 234   | 251   | 253   | 256   | 257   | 179  | 142  | 124  | 100  | 121  | 123  | 146  | 193  |

## Obecní správa
Mezi lety 1850–1979 byl Kostelec obcí v okrese Stříbro (1850–1950) a později v okrese Tachov. Od 1. ledna 1980 do 31. prosince 1988 patřil jako část města ke Kladrubům a od 1. ledna 1989 je opět samostatnou obcí.

### Části obce
- Kostelec
- Lšelín
- Nedražice
- Ostrov u Stříbra
- Popov
- Vrhaveč

### Obecní symboly
Znak a vlajka byly obci uděleny rozhodnutím předsedy Poslanecké sněmovny Parlamentu České republiky dne 7. října 2003.

## Pamětihodnosti
- gotický kostel svatého Jana Křtitele (z roku 1356) s barokními úpravami[11][12], v předsíni zachován heraldický náhrobník Jana Nedražického z Otradovic z roku 1511
- zámeček s hospodářským dvorem Alfrédov[13]
- drobné památky – 12 křížů[14]
- památník obětem druhé světové války[15]

## Galerie

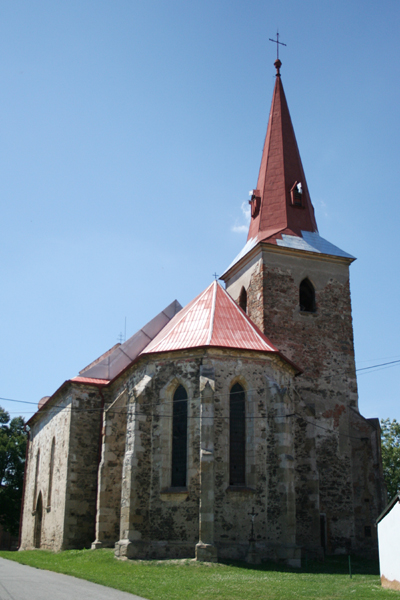
Pohled na kostel svatého Jana Křtitele od východu
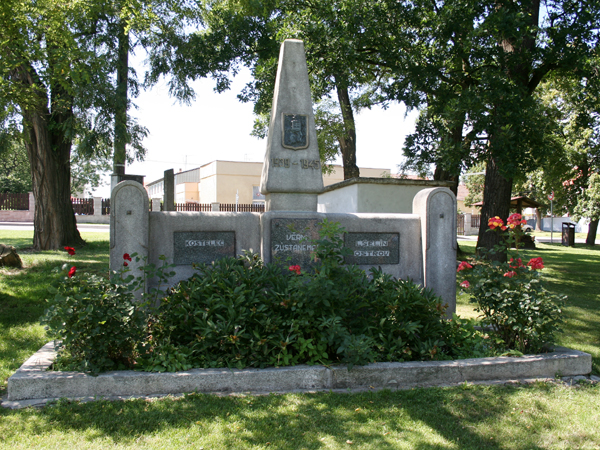
Památník obětem 2. světové války na návsi
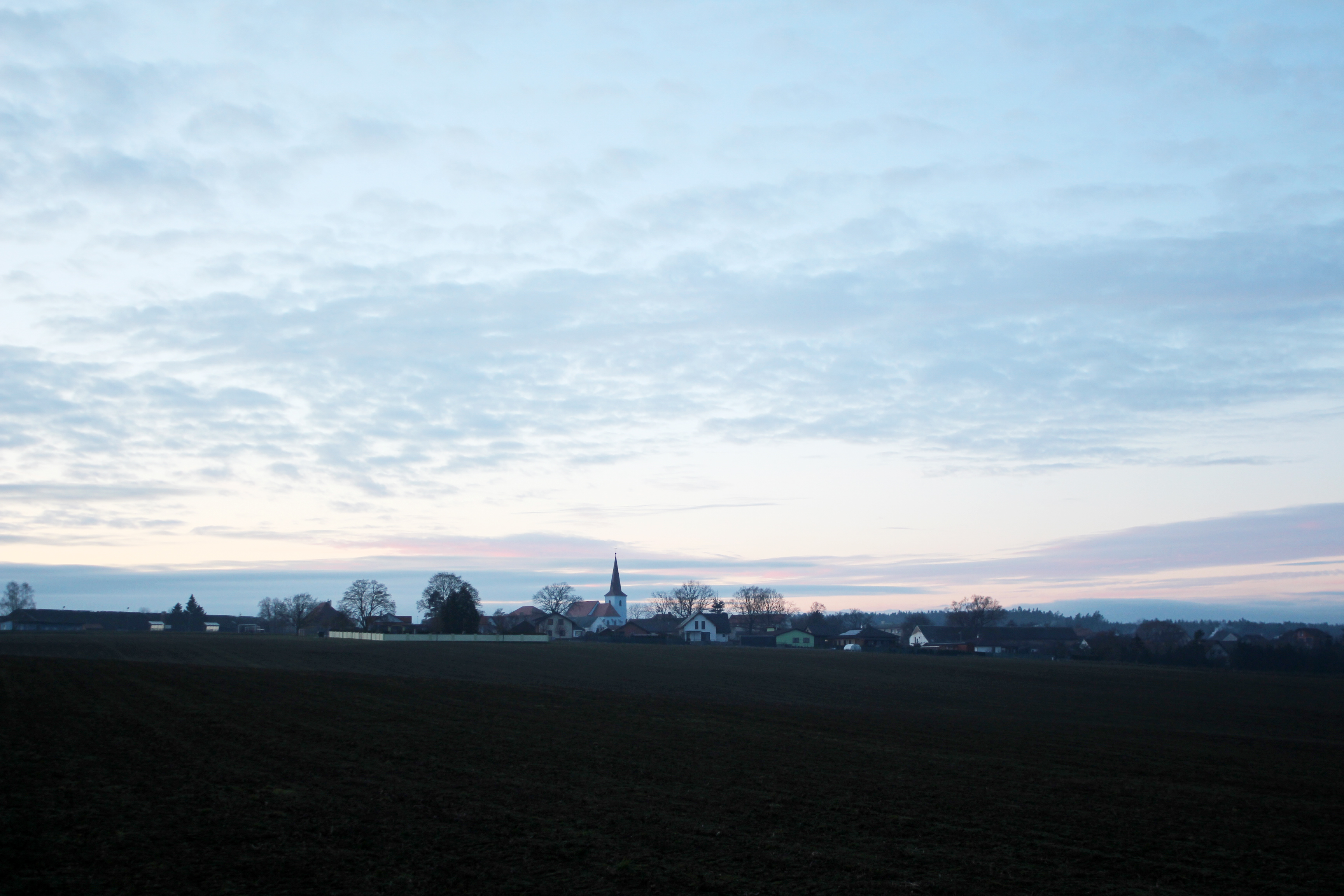
Kostelec od jihovýchodu
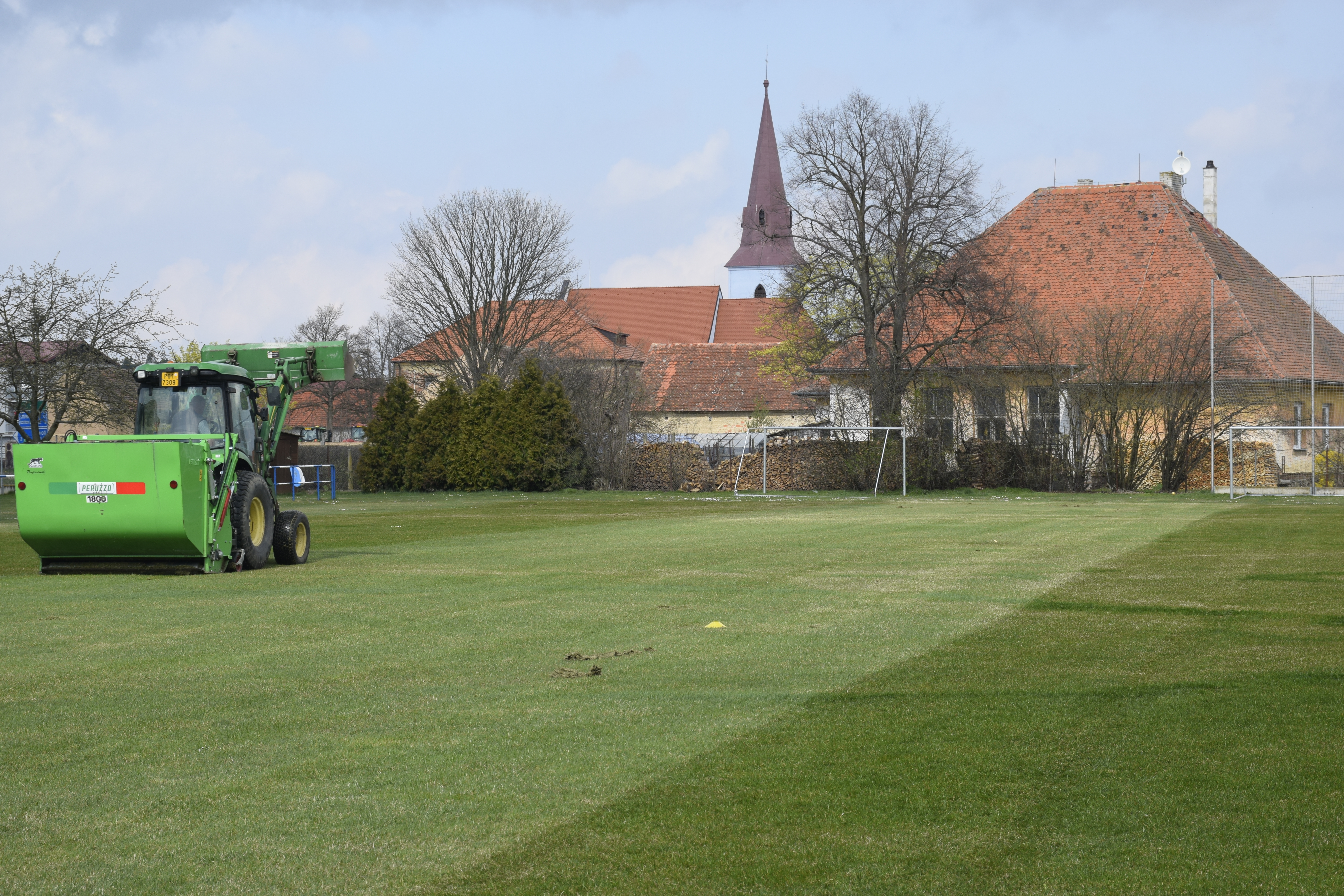
Fotbalové hřiště
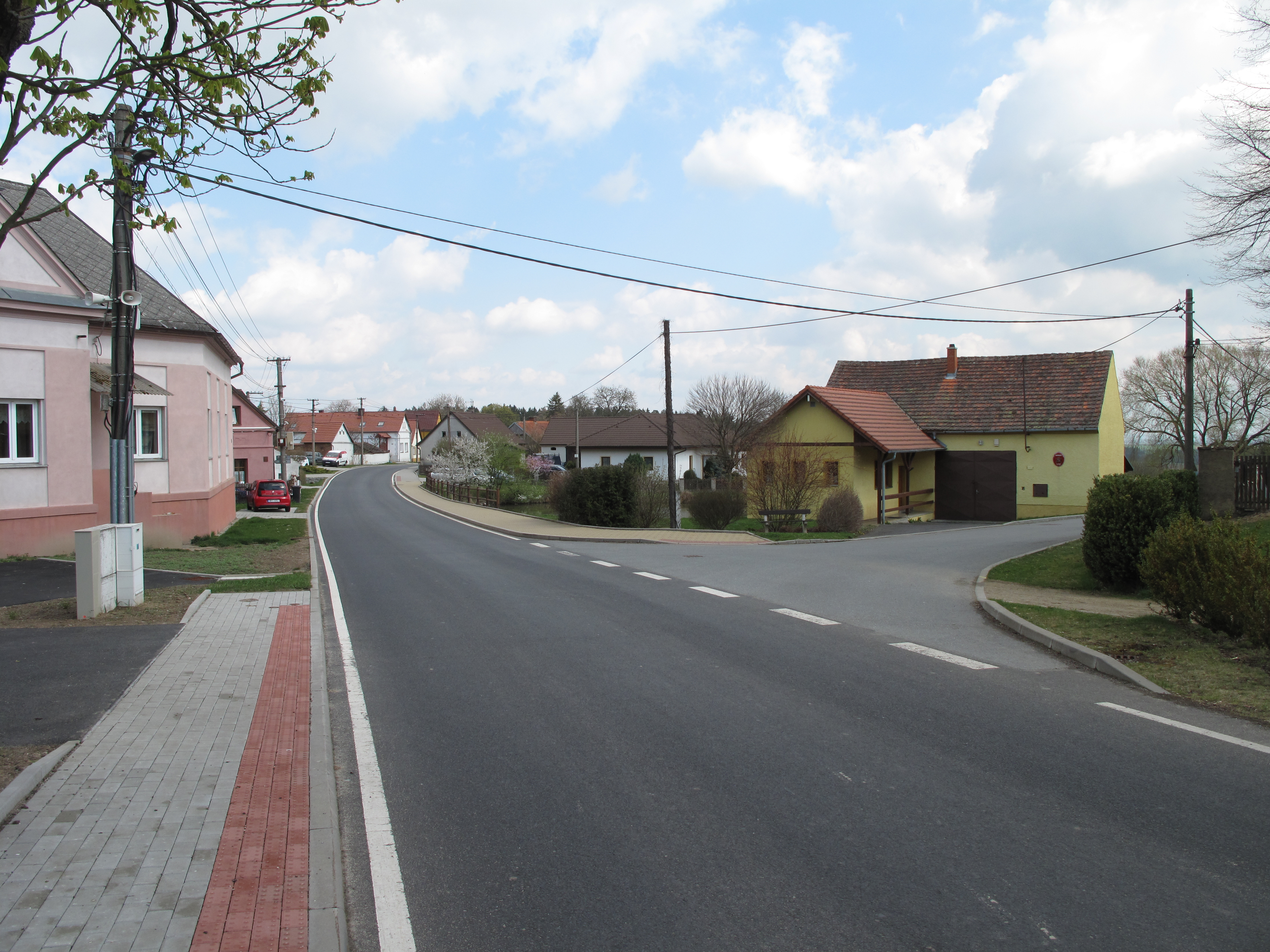
Hlavní silnice procházející vsí
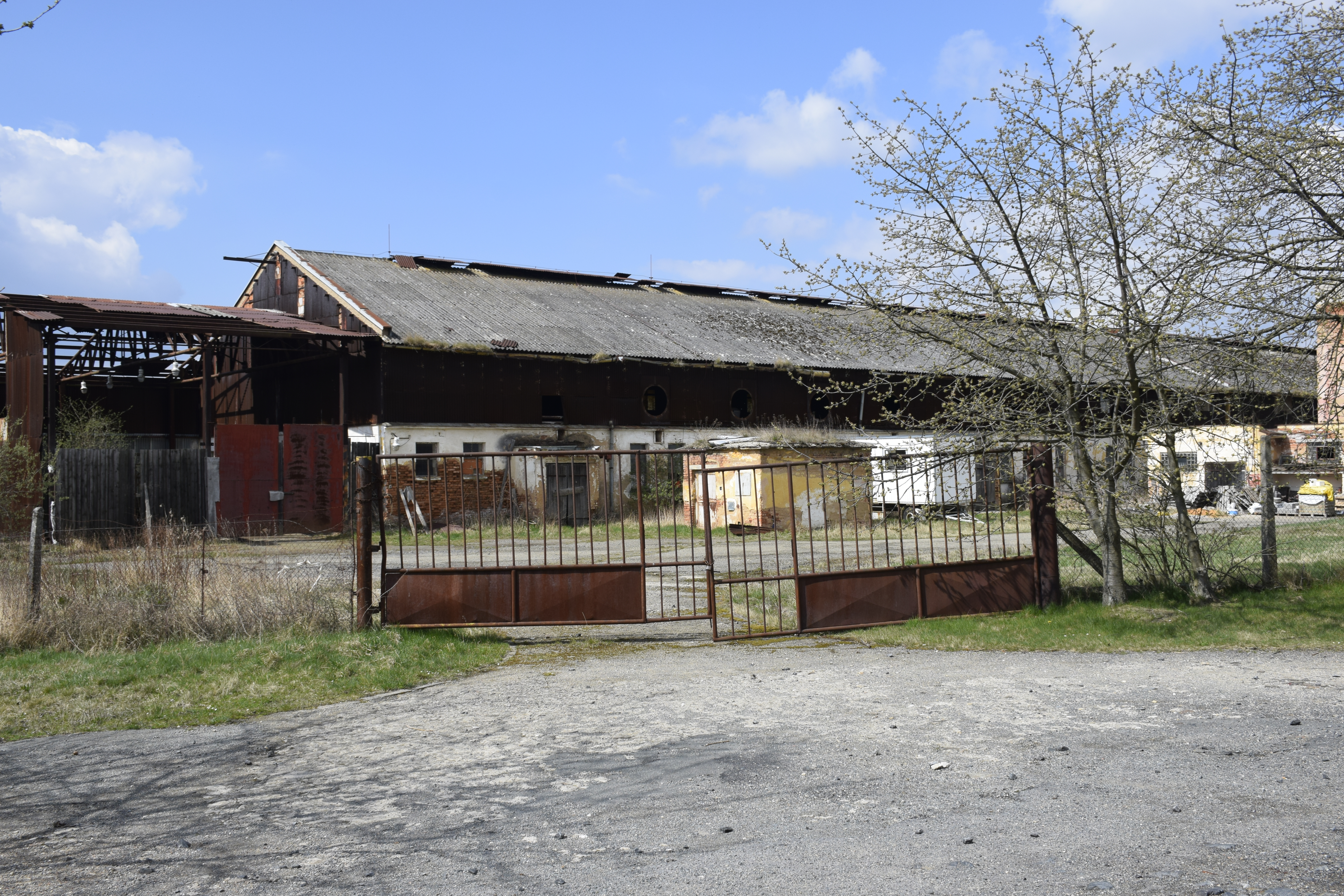
Družstvo
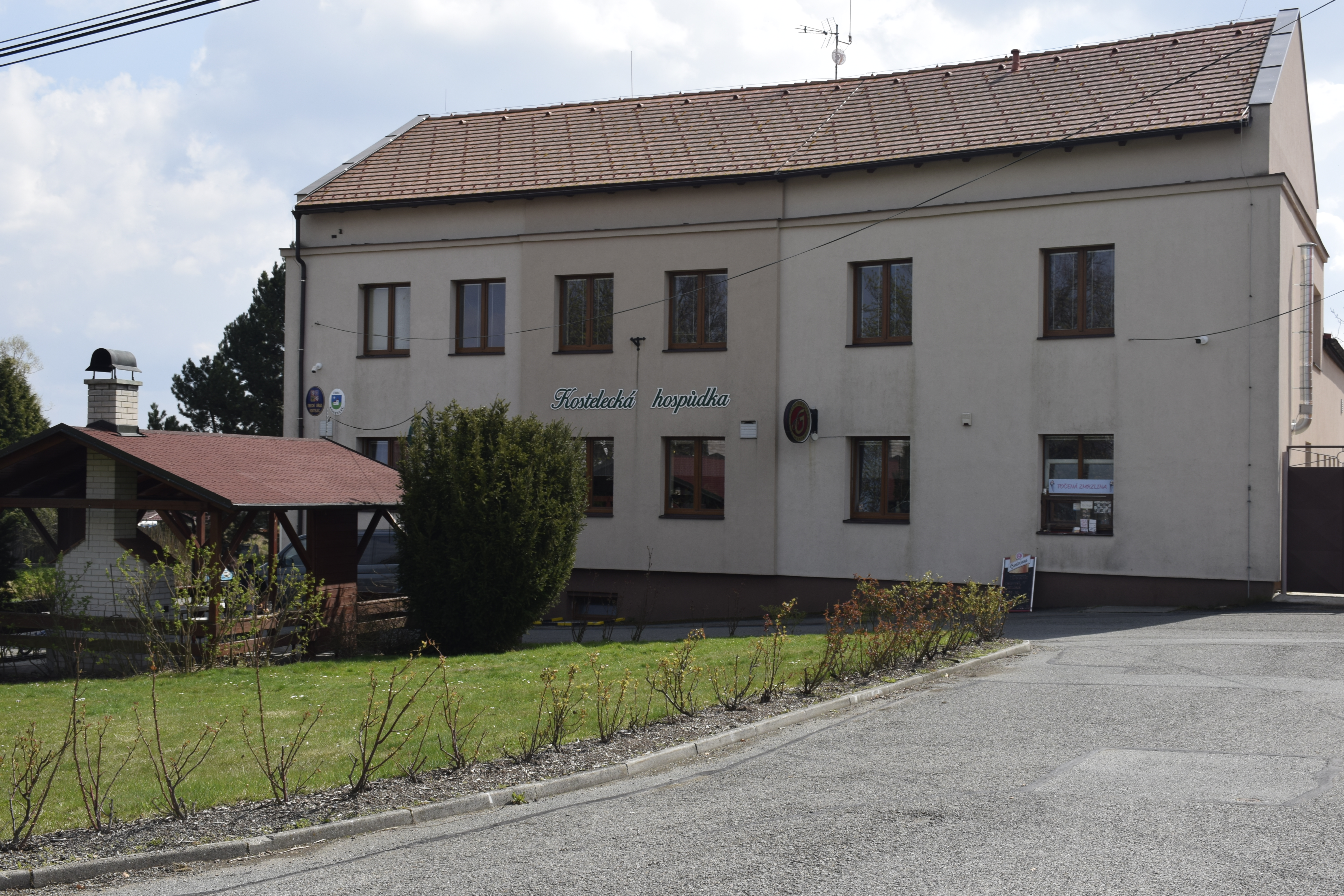
Hospoda
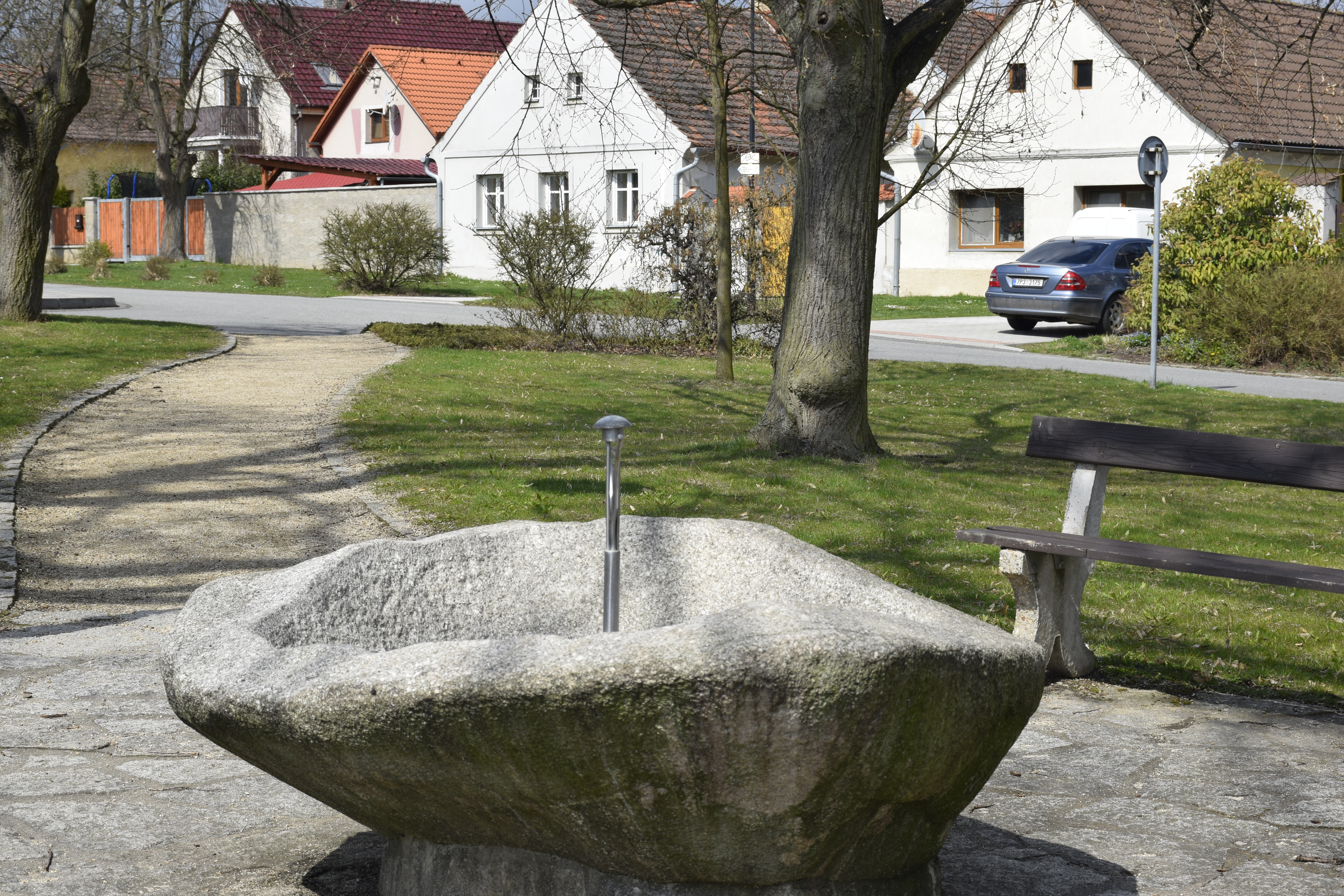
Náves s fontánou